# Ożaglowanie guari

Ożaglowanie guari

Ożaglowanie guari – odmiana ożaglowania gaflowego, z gaflem prawie pionowym, co daje (w stosunku do tradycyjnego ożaglowania gaflowego) większą smukłość. Żagiel jest usztywniony pełnymi listwami. Jedną z zalet tego rozwiązania w porównaniu do ożaglowania bermudzkiego jest skrócenie masztu, co ułatwia transportowanie jednostki ze złożonym masztem (maszt mniej wystaje za rufę).